# Proba de microfon
Proba de microfon, menționat în unele lucrări Probă de microfon, este un film dramatic românesc din 1980 regizat de Mircea Daneliuc după propriul scenariu. În rolurile principale joacă actorii Tora Vasilescu, Gina Patrichi și Mircea Daneliuc. Filmul prezintă relația dintre cameramanul Nelu Stroe (Mircea Daneliuc) și tânăra Ani (Tora Vasilescu).

## Rezumat
Luiza este o reporteriță într-o relație cu Nelu, care este cameraman. Cei doi fac un reportaj în Gara București Nord unde dialoghează cu câțiva contravenienți. Nelu o cunoaște pe una dintre aceștia, Ani, și vrea s-o menajeze în momentul filmării ca s-o întâlnească mai târziu. Aceasta este o fată fără serviciu, orfană, fără buletin de București, într-o continuă vânătoare de bani pentru a-și întreține fratele alcoolic.

## Distribuție
Distribuția filmului este alcătuită din:
- Tora Vasilescu — Ana „Ani” Covete, fostă muncitoare la Fabrica de Becuri din Târgoviște
- Gina Patrichi — Luiza, reporteră TV
- Mircea Daneliuc — Ion „Nelu” Stroe, cameraman TV
- George Negoescu — tatăl lui Nelu
- Adrian Mazarache — Sile Pricop, dresor de delfini, fostul iubit al lui Ani
- Geta Grapă — mama lui Nelu
- Vasile Ichim — Lică, vânzător, fratele lui Ani
- Maria Junghietu — Gabi, laborantă din Târgoviște, fata care-l abordează pe Nelu
- Constantin Chelba — electricianul echipei TV
- Victor Hillerin — Biță, sunetistul echipei TV
- Zoe Muscan — mama lui Sile
- Yvonne Bertola — Magda, concubina lui Lică
- Medeea Marinescu — Mary, fiica Magdei (menționată Medi Marinescu)
- Ion Porsilă — Onisie, funcționarul de la forțele de muncă
- Titus Prelipceanu
- Mircea Dumitru
- Nicolae Dide (menționat Niki Dide)
- Cristian Irimia
- Andrei Peniuc
- Costel Chiriac
- Florica Ionescu
- Dan Antonescu
- Laurențiu Lazăr
- Petre Popescu
- Nicolae Crișu
- Ana Lavric
- Mihai Novac
- Carmen Gentimir
- Wilhelmina Câta
- Nicolae Duca

## Producție
Filmările au avut loc în perioada 1 august – 27 septembrie 1979. Cheltuielile de producție s-au ridicat la 2.243.000 lei.

## Primire
Cristian Tudor Popescu scrie despre acest film: „Pentru prima dată în filmul românesc, povestea de dragoste dintre Nelu și Ani nu poartă niciun mesaj. El n-o determină pe ea să apuce pe drumul drept, ea nu-i este alături când el, reprezentând noul, se luptă cu vechiul și este nedreptățit, pentru simplul motiv că nici el, nici ea nu reprezintă nimic, se prezintă doar pe ei înșiși. Morala lor este îndoielenică, dar nu la nivelul marilor concepte – Ani se încurcă cu un inginer din Târgoviște și îl compromite, Nelu vinde dinții de aur ai lui taică-su ca să-i facă ei rost de bani”.
Filmul se află pe locul 9 în clasamentul ”Cele mai bune 10 filme românești din toate timpurile Arhivat în 9 noiembrie 2016, la Wayback Machine.”, publicat în 2008 și realizat de 40 critici de film.
Filmul Proba de microfon a fost vizionat de 1.858.114 spectatori în cinematografele din România, după cum atestă o situație a numărului de spectatori înregistrat de filmele românești de la data premierei și până la data de 31 decembrie 2014 alcătuită de Centrul Național al Cinematografiei.

### Premii
- 1980 - ACIN - Marele Premiu și Premiile pentru imagine, coloană sonoră, montaj, interpretare feminină (Tora Vasilescu). Diplomă de onoare (Maria Junghietu)
- 1980 - Costinești - Premiul special al juriului și Premiile de interpretare feminină rol principal (Tora Vasilescu) și rol secundar (Maria Junghietu)